# (6606) Makino
(6606) Makino (1990 UF) – planetoida z pasa głównego asteroid okrążająca Słońce w ciągu 5,47 lat w średniej odległości 3,1 j.a. Odkryta 16 października 1990 roku.